# Gerd Brand (Philosoph)
Gerd Brand (* 8. April 1921 in Frankfurt am Main; † 3. Juli 1979) war ein deutscher Philosoph und Wissenschaftsmanager.

## Leben
Gerd Brand, 1921 in Frankfurt a. M. geboren, musste nach 1933 Deutschland verlassen. Er studierte von 1939 bis 1947 an der Universität Löwen in Belgien Philosophie und Volkswirtschaft. 1948 wurde er Hauptgeschäftsführer der Belgisch-Luxemburgisch-Deutschen Handelskammer. 1949/1950 war er Leiter der ersten offiziellen deutschen Dienststelle in Belgien nach dem Krieg, die sich in Antwerpen mit Fragen für Ernährung, Land- und Forstwirtschaft beschäftigt hat. 1950 promovierte er bei Herman Leo Van Breda, dem damaligen Leiter des Löwener Husserl-Archivs, mit der 1955 als Buch erschienenen Arbeit Welt, Ich, Zeit – nach unveröffentlichten Manuskripten E. Husserls.
Von 1950 bis 1969 war Gerd Brand mit vielfältigen Aufgaben im Auswärtigen Dienst der Bundesrepublik Deutschland tätig – als Legationsrat I. Klasse, als Kurator der Deutschen Stiftung für Entwicklungsländer (DSE) in Berlin (1962 bis 1964) und als Direktor des Deutschen Instituts für Entwicklungspolitik (Berlin 1964 bis 1969). Während dieser Jahre sammelte Brand reiche Auslandserfahrungen – u. a. in Brüssel, Straßburg, Paris und Washington, D.C. und veröffentlichte viele Aufsätze, vor allem zum Verhältnis von Planung und Freiheit und zu Fragen sinnvoller Kooperation.
Von 1969 bis 1973 war Brand Generalsekretär des Wissenschaftszentrums Berlin und ab 1973 Vorstandsmitglied der Fritz Thyssen Stiftung. „Sein Verständnis für die Arbeit und die Arbeitsbedingungen anderer auf den verschiedenen Gebieten der Wissenschaften und die Fähigkeit, dieses Verständnis in praktische Förderung umzusetzen, hat der deutschen Wissenschaft entscheidende Impulse gegeben.“
Auch während seiner Tätigkeit als Wissenschaftsmanager blieb Brand der phänomenologischen Forschung eng verbunden. So hat er auch an der Entstehung der Deutschen Gesellschaft für phänomenologische Forschung (DGPF) mitgewirkt, deren Berliner Tagung von 1974 er zusammen mit Heinrich Rombach leitete. Auf ihr erhielt die DGPF ihre Satzung und wurden die Schriftenreihe Phänomenologische Forschungen gegründet. In der Philosophischen Rundschau finden sich von 1961 bis 1975 viele seiner Rezensionen der damaligen Literatur zur Husserl-Forschung. 1971 erscheint Die Lebenswelt. Eine Philosophie des konkreten Apriori. Der Ertrag dieses Werkes ist dreifach: „Husserls Lebensweltbegriff erfährt eine gründliche Analyse und Deutung. Die Rolle dieses Motivs der Husserlschen Spätphilosophie in prominenten Positionen der phänomenologischen Bewegung (bei Heidegger, Sartre und Merleau-Ponty) wird sichtbar gemacht. Beiträge moderner Sozial- und Humanwissenschaften erhalten neue Applikationsperspektiven im Lichte einer aus ihrem engeren Bereich heraustretenden Phänomenologie.“
1976 nahm Brand noch eine Lehrtätigkeit als Honorarprofessor an der Universität Trier auf. Ein von ihm mit der Thyssen-Stiftung 1974 ins Leben gerufener Arbeitskreis Rolle und Funktion der Philosophie traf sich bis 1977 halbjährlich. Seine Ergebnisse fanden in dem von Hermann Lübbe 1978 herausgegebenen Sammelband Wozu Philosophie? ihren Niederschlag. In seinem Beitrag spricht Brand eine Grundüberzeugung aus: „Erfahrung richtet sich nach Erfahrung und kann sich durch Erfahrung berichtigen.“ Eine unvermeidliche Erfahrung ist ihm: „Wir wollen die Wahrheit. Alles, was zu unserem Leben gehört, also sämtliche Ichfunktionen, durchdringen sich. Wollen, Werten, Fühlen, Streben usw. Auf eine gewisse Weise umspannt jede Funktion die andere. Wollen und Werten umspannt Erkennen, Erkennen umspannt Wollen, Werten, Fühlen etc.“

## Veröffentlichungen
- Welt, ich und Zeit. Nach unveröffentlichten Manuskripten Edmund Husserls. Nijhoff, Den Haag 1955, ND 1969.
- Die Lebenswelt. Eine Philosophie des konkreten Apriori. Walter de Gruyter, Berlin 1971, ISBN 978-3-11-006420-9.
- Gesellschaft und persönliche Geschichte. Die mythologische Sinngebung sozialer Prozesse. W. Kohlhammer, Stuttgart 1972.
- Die grundlegenden Texte von Ludwig Wittgenstein. Suhrkamp, Frankfurt a. M. 1975, ISBN 3-518-07438-5.
- Horizont, Welt, Geschichte. In: Kommunikationskultur und Weltverständnis (= Phänomenologische Forschungen Band 5), S. 14–89. Verlag Karl Alber, Freiburg i. Br. / München 1977, ISBN 3-495-47372-6.
- Welt, Geschichte, Mythos und Politik. Walter de Gruyter, Berlin 1978, ISBN 978-3-11-007505-2.
- Edmund Husserl. Zur Phänomenologie der Intersubjektivität. Texte aus dem Nachlaß. In: Husserl, Scheler, Heidegger in der Sicht neuer Quellen (= Phänomenologische Forschungen Band 6/7) S. 28–117. Verlag Karl Alber, Freiburg i. Br. / München 1978, ISBN 3-495-47389-0.
- Rolle und Funktion der Philosophie. In: Hermann Lübbe (Hrsg.), Wozu Philosophie? Stellungnahmen eines Arbeitskreises. S. 344–355. Walter de Gruyter, Berlin 1978. Reprint 2010. ISBN 978-3-11-007513-7, als E-Book ISBN 978-3-11-083819-0.